# Downtown Battle Mountain II
Downtown Battle Mountain II — четвёртый студийный альбом американской постхардкор-группы Dance Gavin Dance, выпущенный 8 марта 2011 года на лейбле Rise Records. Альбом является косвенным продолжением дебютного полноформатного студийного альбома группы Downtown Battle Mountain (2007) и включает в себя возвращение участников оригинального состава, вокалистов Джонни Крейга и Джона Месса, а также басиста Эрика Лоджа. Он также является продолжением третьего студийного альбома группы, Happiness (2009), продюсером которого выступил Крис Крамметт. Альбом стал вторым студийным альбомом группы и третьим и последним релизом с участием Джонни Крейга, который вернулся в группу в 2010 году. Позднее Крейг покинул состав в августе 2012 года. После выхода альбом дебютировал на 82 месте в Billboard 200, а делюкс-версия, выпущенная Hot Topic, достигла 190 места в Billboard 200 на той же неделе.
Альбом Downtown Battle Mountain II был анонсирован в конце 2010 года. Перед выпуском этого альбома группа заменила Крейга на вокалиста Курта Трэвиса. Выпустив два альбома с Трэвисом, группа решила расстаться с ним из-за предполагаемых личных и творческих разногласий. После отсутствия вокалиста, неопределенного будущего и низкого морального состояния участников группа задумалась о возможном распаде. Джон Месс заявил: «Тогда [мы] в принципе пришли к идее, что можем просто распустить группу, когда захотим, но сначала запишем этот альбом и посмотрим, что получится. Так что сейчас мы находимся на той стадии, когда посмотрим, как долго мы сможем это делать без того, чтобы Джонни не умер или что-то в этом роде». Лид-сингл, «Heat Seeking Ghost of Sex», был выпущен 24 января 2011 года. Второй сингл, «The Robot with Human Hair, Pt. 2½», был выпущен вскоре после этого, 28 января. Третий и последний сингл, «Pounce Bounce», был выпущен 7 июня для продвижения альбома-компиляции Vans Warped Tour 2011. Группа участвовала в туре Downtown Battle Mountain II Tour в Европе и Северной Америке, а также в Vans Warped Tour 2011 и All Stars Tour 2012. 27 сентября 2019 года группа выпустила инструментальную версию альбома на платформах потокового вещания и цифрового скачивания. Это был очень значительный релиз альбома в постоянно развивающейся и сложной истории группы.

## Отзывы
| Оценки критиков | Оценки критиков |
| Источник        | Оценка          |
| --------------- | --------------- |
| AllMusic        | [ 3 ]           |
| Absolutepunk    | (80%)           |
| Sputnikmusic    | 3.6/5           |

Альбом получил умеренные отзывы музыкальной критики и интернет-изданий.
В Allmusic отметили, что «На пятый альбом Dance Gavin Dance вернулся оригинальный состав с дебюта группы. У поклонников могут быть свои любимые вокалисты и скримеры из дискографии группы, так что это личное мнение, являются ли Джонни Крейг и Джон Месс самым сильным дуэтом. Выразительное мелодичное пение Крейга прекрасно сочетается с агрессивным хард-роком его товарищей по группе. У Месса дела обстоят не так хорошо. Его высокочастотные, раздраженные причитания в основном невразумительны. На многих треках он раздраженно рычит о баскетболе или других предметах, казалось бы, не имеющих отношения к данной песне. 11 песен Downtown Battle Mountain II не отходят далеко от формулы Linkin Park meets screamo, хотя в „Blue Dream“ причудливо представлены легкие фанковые и соул-партии. В лучшем случае это обычное дело для скримо, но вокальное мастерство Крейга требует более интересных структур песен и более зрелой тематики от его партнера по крику.».

## Список композиций
| №                   | Название                            | Длительность |
| ------------------- | ----------------------------------- | ------------ |
| 1.                  | «Spooks»                            | 4:04         |
| 2.                  | «Pounce Bounce»                     | 2:26         |
| 3.                  | «The Robot with Human Hair, Pt. 2½» | 4:36         |
| 4.                  | «Thug City»                         | 3:17         |
| 5.                  | «Need Money»                        | 3:08         |
| 6.                  | «Elder Goose»                       | 3:44         |
| 7.                  | «Heat Seeking Ghost of Sex»         | 4:07         |
| 8.                  | «Blue Dream»                        | 4:41         |
| 9.                  | «Privilously Poncheezied»           | 3:54         |
| 10.                 | «Swan Soup»                         | 4:01         |
| 11.                 | «Purple Reign»                      | 4:43         |
| Общая длительность: | Общая длительность:                 | 42:41        |

| №                   | Название            | Длительность |
| ------------------- | ------------------- | ------------ |
| 12.                 | «People You Knew»   | 2:35         |
| 13.                 | «Perfect»           | 2:59         |
| Общая длительность: | Общая длительность: | 48:15        |

## Чарты
| Чарт (2011)            | Высшая позиция |
| ---------------------- | -------------- |
| США Billboard 200      | 82             |
| США Independent Albums | 13             |
| США Hard Rock Albums   | 4              |